# ايفا (شخصية خيالية)
إيفا هي شخصية خيالية في سلسلة لعبة فيديو الشهيرة ميتال غير.

## تاريخ ظهورها
ظهرت لأول مرة في (Metal gear) الجزء الثالث حيث كانت جاسوسة مرسلة من جهورية الصين الشعبية للقيام باكتشاف وسرقة معلومات عن المشروع (Metal gear), ايفا لديها حب كبير للدرجات النارية.وقدر ظهرت أيضا في الجزء الرابع من اللعب المسمى: ميتال غير سوليد 4: غنز أوف ذا بتريوتس